# 反應滯留時間
反应停留时间指的是反应物料从进入反应器时算起到离开反应器时为止所经历的时间。在间歇反应器中所有物料具有相同的停留时间，而且等于反应时间。对于理想管式反应器，物料流动的状态为平推流，所以物料微团在反应器内的停留时间相同。当流体不是平推流时，则物料微团在反应期内停留时间就不相同，而是形成某种分布，称为停留时间分布。因此，常用“平均停留时间”来表达。停留时间定义为：
{\displaystyle t={\frac {\text{反应器体积}}{\text{反应器中物料的体积流率}}}}